# إدوارد بيلي بيرغ
إدوارد بيلي بيرغ (بالإنجليزية: Edward Bailey Birge)‏ هو معلم موسيقى أمريكي، ولد في 1868، وتوفي في 1952.